# 静間知次
静間 知次（しずま ともじ、旧字体：靜間知次󠄁、1876年（明治9年）5月5日 - 1926年（大正15年）12月7	日）は、日本の陸軍軍人。最終階級は陸軍中将。旧姓・高柳。

## 経歴
山口県出身。高柳致知の二男として東京府で生れ、母の生家、静間大輔の養子となる。陸軍幼年学校を経て、1896年（明治29年）5月、陸軍士官学校（7期）を卒業し、翌年1月、工兵少尉に任官し工兵第6大隊付となる。1899年（明治32年）12月、陸軍砲工学校高等科（7期）を優等で卒業。1900年（明治33年）3月から1903年（明治36年）までフランスに留学した。1904年（明治37年）5月、大連野戦鉄道提理部員に発令され、同年7月から1905年（明治38年）12月まで日露戦争に出征した。
1907年（明治40年）11月、工兵少佐に昇進し砲工学校教官に就任。1910年（明治43年）12月、イタリア大使館付武官となり、1912年（明治45年）5月、工兵中佐に進んだ。1914年（大正3年）3月、砲工学校教官に転じて帰国。1915年（大正4年）5月、第一次世界大戦欧州戦線に従軍した。1916年（大正5年）8月、工兵大佐に昇進し陸軍技術審査部付となる。技術審査部審査官を経て、1918年（大正7年）11月、浦塩派遣軍司令部付に発令されシベリア出兵に出征。1919年（大正8年）4月、第1鉄道連隊長に転じ、1920年（大正9年）7月、参謀本部付となり、同年8月、陸軍少将に進級。同年9月、国際連盟空軍代表に就任した。
1923年（大正12年）12月、参謀本部付となり、第17師団司令部付を経て、1924年（大正13年）12月、砲工学校長に就任。1925年（大正14年）5月、陸軍中将に進級し、1926年（大正15年）3月、工兵監に就任。同年8月、熊本工兵第6大隊の視察のため出張中に発病し、熊本衛戍病院（現国立病院機構熊本医療センター）に入院し療養していたが同年12月に死去した。墓所は青山霊園(1イ1-29)。

## 栄典
- 1920年（大正9年）9月10日 - 正五位[7]